# Storm Warning (canção)
"Storm Warning" é uma canção do cantor e compositor norte-americano, Hunter Hayes, gravada para seu álbum epônimo Hunter Hayes (2011). Foi composta por Gordie Sampson, Mike Busbee e Hayes, este último ficou responsável pela produção ao lado de Dann Huff. Foi lançado como primeiro single do projeto em 16 de maio de 2011, através da editora discográfica Atlantic Records.

## Antecedentes
Entre os anos de 2000 e 2008, Hayes lançou cinco álbuns de estúdio, de forma independente. Em 2008 após muda-se para Nashville, Tennessee, Hayes assinou com a editora musical, Universal Music Publishing Group para ser compositor. Após concluir os estudos em 2007 com a idade de 16 anos, ele co-escreveu a canção "Play" da banda Rascal Flatts, presente no álbum Nothing Like This, além de escrito para Montgomery Gentry. Depois disto, mais precisamente em setembro de 2010, Hayes foi apresentado para o presidente da Atlantic Records, Craig Kallman que logo lhe concebeu um contrato. No mesmo mês, o cantor começou a trabalhar em seu primeiro álbum de estúdio, sendo que em 2011 ele acabou por revelar que escreveu as faixas do projeto em aproximadamente 10 semanas.
"Storm Warning" tornou-se na primeira faixa a ser completada para Hunter Hayes. O artista contou a história da canção em entrevista ao site The Boot: "Eu comecei a escrever com um par de rapazes, um dos quais eu nunca tinha escrito com antes, com o nome de Mike Busbee. Eu também estava escrevendo com Gordie Sampson, que foi um dos co-autores da canção, e ele é do Canadá. Ele veio com essa ideia de chama-la "Storm Warning". Muitas vezes nos deparamos com idéias que podemos escrever em volta e tentar descobrir o que pode se relacionar. Neste dia, eu não sei porque, eu levei 'Storm Warning ", e passou de tempo a amar num piscar de olhos. Com 19-anos-de-idade, eu descobri que ela me fez sentir como a garota que eu estava interessado, na altura não era uma má notícia, mas não é necessariamente bom para mim. Eu queria passar mais tempo com ela, eu queria conhecê-la, mas no fundo da minha mente eu sabia que provavelmente iria acabar em breve e que não ia acabar bem. Havia bandeiras vermelhas por toda parte, mas eu ignorei. Isso é o que eu relacionado, por qualquer razão, e acabamos escrevendo essa coisa exata."

## Composição e recepção
"Storm Warning" é uma canção de música country com elementos de country pop e contemporary country com duração de 3 minutos e 29 segundos. Musicalmente, a obra inclui um instrumental concebido de pianos e guitarras enquanto que em termos líricos, é um conto adolescente sobre cair na armadilha de uma bela mulher. De acordo com a partitura publicada pela Universal Music Publishing Group, a música têm um metrônomo de 96 batidas por minuto. Composta na chave de lá maior com o alcance vocal que vai desde da nota baixa de sol, para a nota de alta de ré.
As críticas após o lançamento da faixa foram geralmente positivas. Amanda Hensel do Taste of Country, deu a canção oito de dez estrelas, descrevendo-a como "leve e arejada, alegre e cativante, mas fácil para qualquer um se relacionar com outra", acrescentando "que é inevitável que Hayes está prestes a levar a música country pela tempestade". Matt Bjorke do Roughstock, deu a canção três estrelas de cinco, escrevendo que a música tem uma "letra inteligente o bastante, melodia e carisma magnético para queimar, tanto vocalmente e melodicamente."  Daryl Addison do Great American Country concluiu que a obra, em conjunto com "What You Gonna Do", "If You Told Me To' e "Better Than This" são as faixas chaves da reedição Encore.
"Storm Warning" recebeu três indicações a premiações musicais. Primeiramente, recebeu uma indicação ao CMT Music Awards na categoria USA Breakthrough Video of the Year, depois foi nomeado ao Teen Choice Awards na categoria Choice Country Song e o único vencido no Broadcast Music, Incorporated por Award Winning Song (Top 50).

## Divulgação

### Vídeo musical
O vídeo musical para canção estreou em abril de 2011 e foi dirigido por Brian Lazzaro. Ele mostra cenas de Hayes tocando vários instrumentos musicais, dentre eles, estão a guitarra, o tambor e o banjo.

### Apresentações ao vivo
A divulgação da canção começou com a sua primeira atuação ao vivo, que decorreu em 12 de outubro de 2011 durante a transmissão do programa televisivo Late Show With David Letterman, que marcou a estreia de Hayes na televisão estadunidense. Em 23 de janeiro de 2012, Hayes apresentou a canção em conjunto com "Wanted" no Good Morning America da rede ABC. A faixa foi apresentada no Taste of Country Music Festival de 2013, em conjunto com "Wanted" e "I Want Crazy". "Storm Warning" foi apresentada como parte do alinhamento da digressão Most Wanted Tour, além de ser apresentada na Blown Away Tour de Carrie Underwood em que Hayes foi ato de abertura e em concertos aleatórios do artista.

## Faixas
| Download digital |                 |         |  |
| N.º              | Título          | Duração |  |
| 1.               | "Storm Warning" | 3:59    |  |

## Desempenho nas tabelas musicais
"Storm Warning" fez suas estreias nas tabelas musicais através da norte-americana Hot Country Songs na sexagésima posição em 14 de maio de 2011, sendo a terceira melhor estreia da semana. Seu auge aconteceu em 23 de janeiro de 2012 na 14ª situação na sua 38º semana, a faixa ainda veio a aparecer no periódico mais 3 semanas. Sua estreia na tabela principal do país, a Billboard Hot 100, ocorreu na 98ª colocação e atingiu a 78ª como a melhor, onde passou um total de doze semanas. "Storm Warning" apareceu nas tabelas anuais do Hot Country Songs em 2011 e 2012, nas posições de número 80 e 66, respectivamente. Acabou por receber a certificação de disco de ouro pela Recording Industry Association of America (RIAA).
| Tabela musical (2011-12)           | Melhor posição |
| ---------------------------------- | -------------- |
| Estados Unidos (Billboard Hot 100) | 78             |
| Estados Unidos (Country Songs)     | 14             |

| Tabela (2011)                      | Posição |
| ---------------------------------- | ------- |
| Estados Unidos (Hot Country Songs) | 80      |
| Tabela (2012)                      | Posição |
| Estados Unidos (Hot Country Songs) | 66      |

### Certificações
| País / Provedor       | Certificação |
| --------------------- | ------------ |
| Estados Unidos / RIAA | Ouro         |